# Acueducto y molinos de Barbegal
El acueducto y los molinos de Barbegal es un complejo de molinos de agua romanos situado en el territorio del municipio de Fontvieille, Bouches-du-Rhône, cerca de la ciudad de Arlés, en el sur de Francia. Se ha hecho referencia al complejo como "la mayor concentración conocida de potencia mecánica en el mundo antiguo" y las 16 ruedas pescantes se consideran el mayor complejo de molinos antiguos.
Otro complejo de molinos similar existió en el Janículo en Roma, y hay sugerencias de que existieron más complejos de este tipo en otros sitios romanos importantes, como Amida (Mesopotamia).

## Descripción
Los molinos de Barbegal se encuentran a 12 kilómetros al este y al noreste de Arlés, cerca de Fontvieille, donde el acueducto de Arlés llegaba a una colina empinada. Los molinos consistían en 16 ruedas hidráulicas en dos conjuntos paralelos de ocho que descendían por una empinada ladera. Hay restos sustanciales de mampostería de los canales de agua y los cimientos de los molinos individuales, junto con una escalera que sube a la colina sobre la que se construyeron los molinos. Los molinos operaron desde principios del siglo II hasta aproximadamente finales del siglo III. La capacidad de los molinos se ha estimado en 4,5 toneladas de harina por día, suficiente para abastecer de pan a unos 10.000 de quizás 30 a 40.000 habitantes de Arelate en ese momento. Se cree que las ruedas eran ruedas hidráulicas superadas y los flujos de salida impulsaban ruedas sucesivas hasta la base de la colina.

Los acueductos romanos que alimentaban los molinos también se construyeron para abastecer de agua a la villa de Arlés (entonces llamada Arelate). Los dos acueductos se unían justo al norte del complejo del molino y una compuerta controlaba el suministro de agua al complejo.

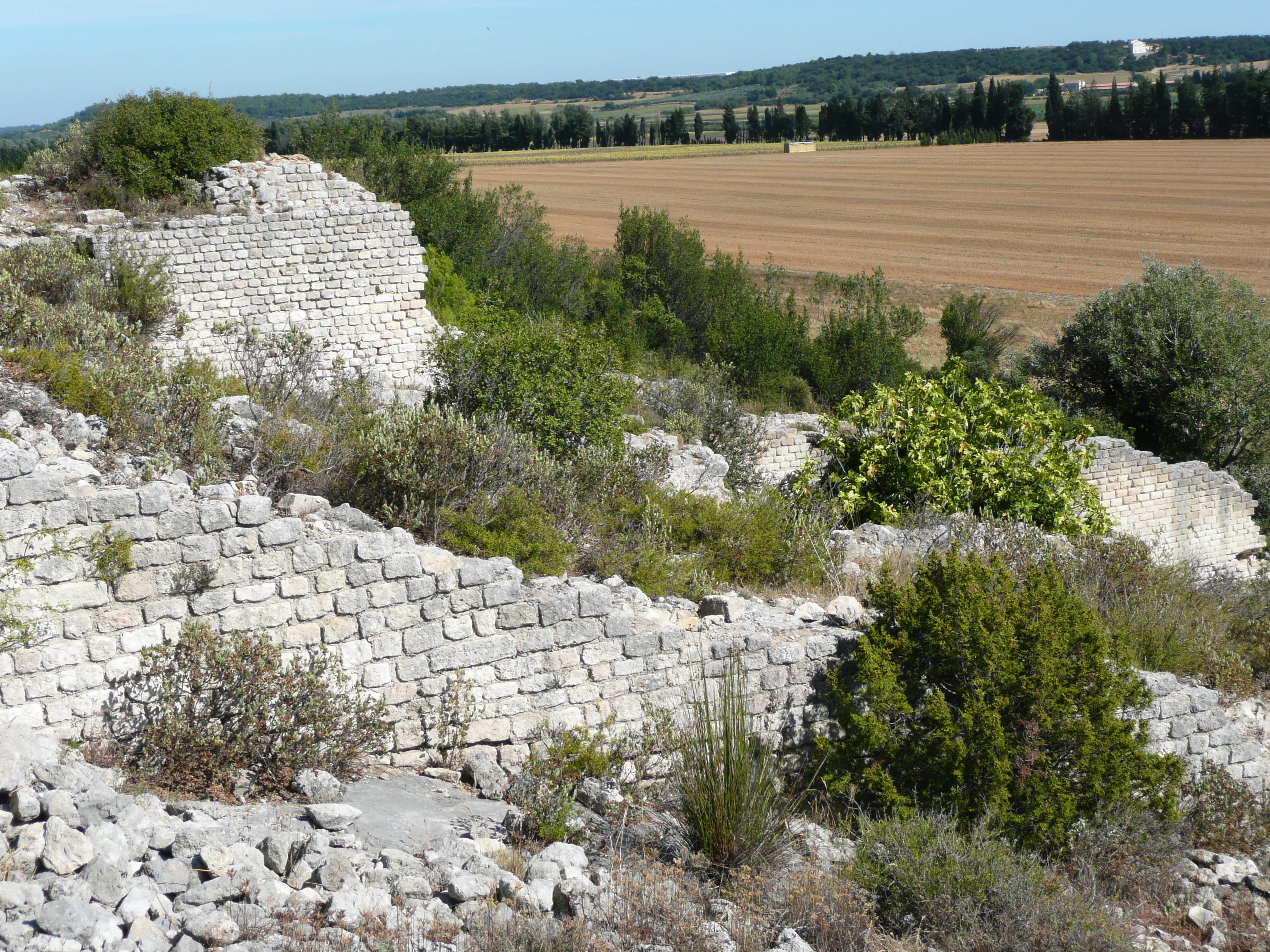
Molino
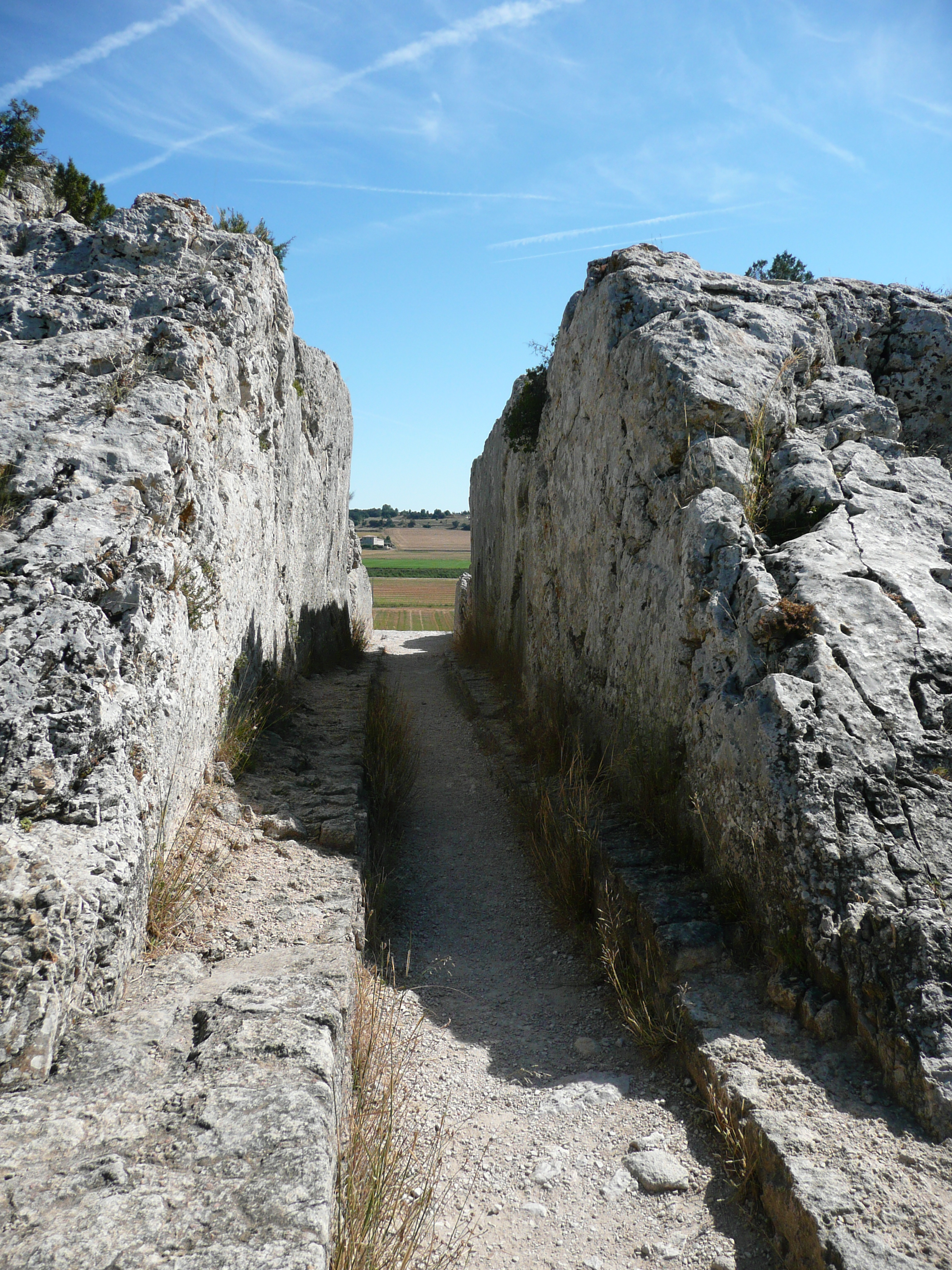
Acueducto
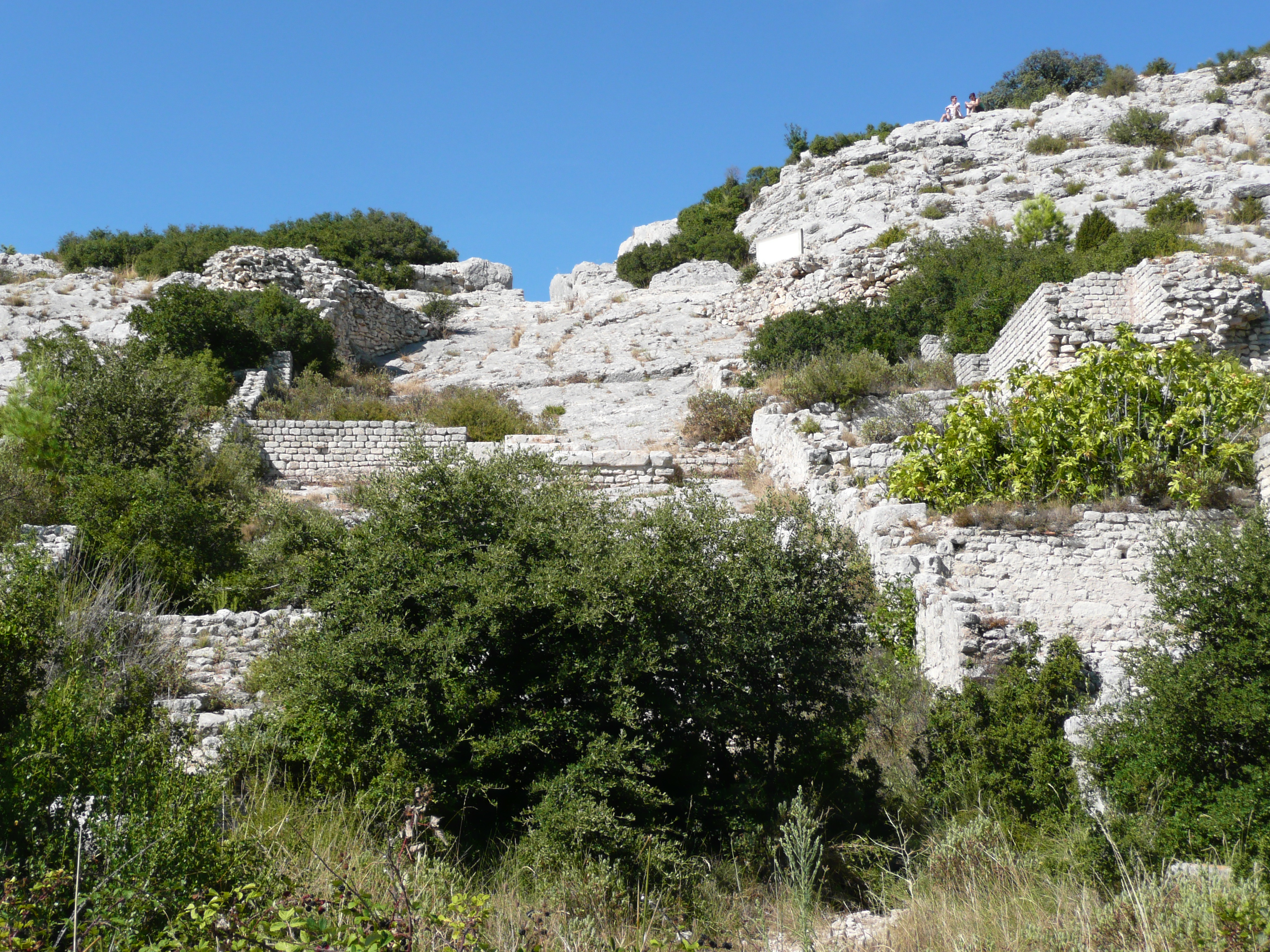
Restos del complejo
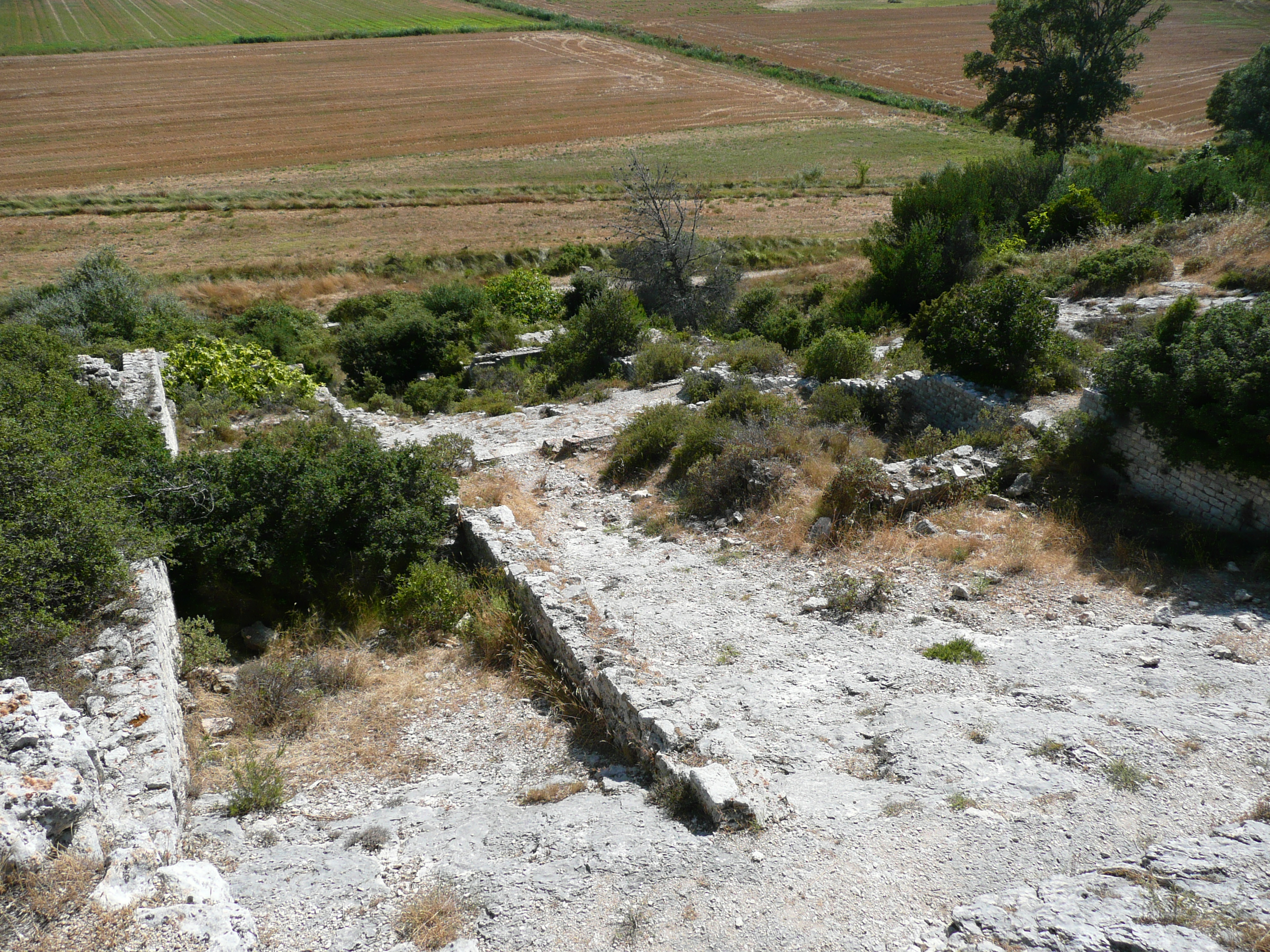
Las dieciséis ruedas
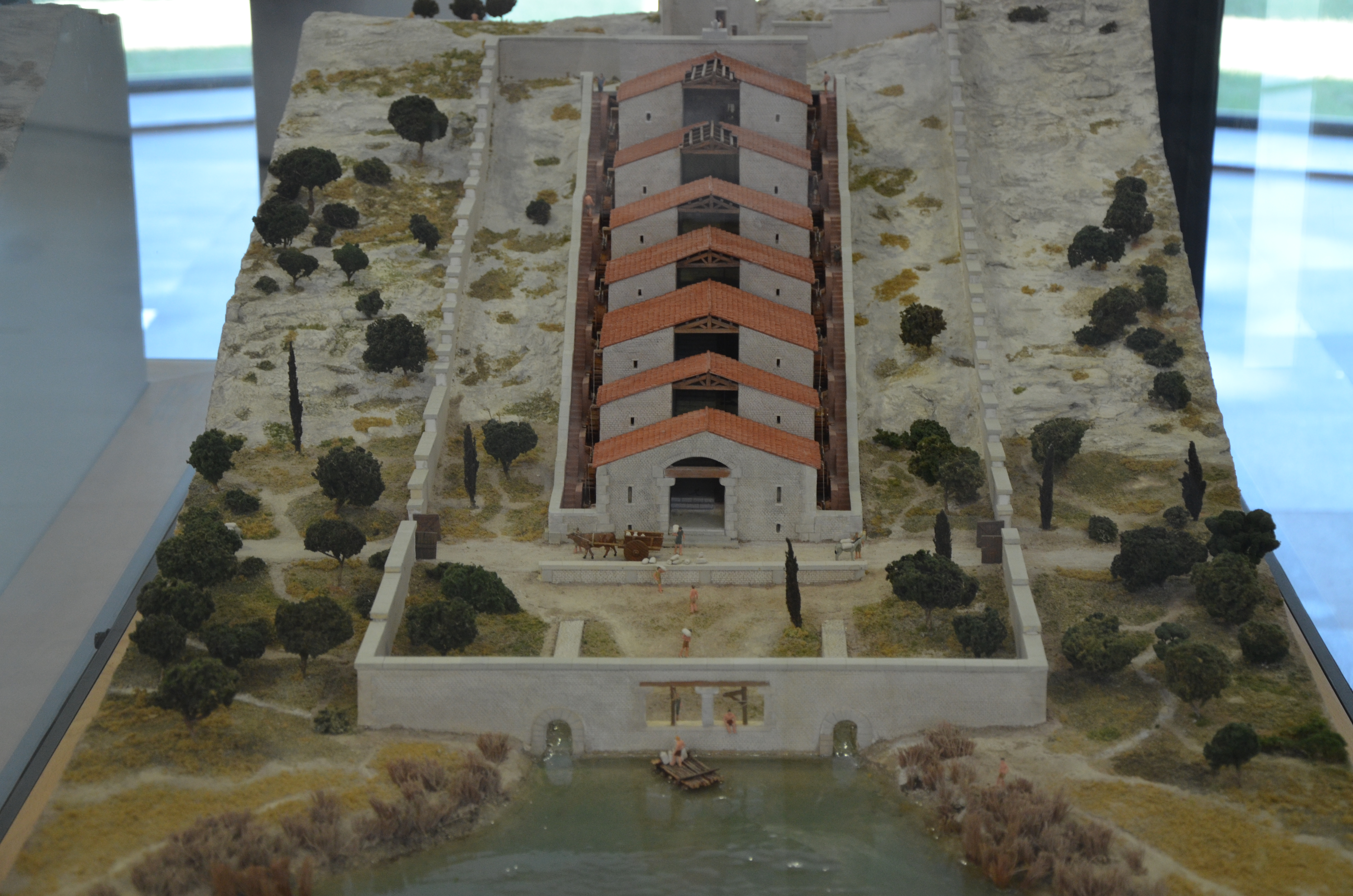
Maqueta de los molinos de agua de Barbegal en el Museo de l'Arles antiguo

## Otros molinos
Los molinos de agua verticales eran bien conocidos por los romanos, siendo descritos por Vitruvio en su De architectura del 25 a. C., y mencionados por Plinio el Viejo en su Naturalis Historiæ del 77 d. C. También hay referencias posteriores a molinos de agua flotantes de Bizancio y a aserraderos en el río Mosela del poeta Ausonio. El uso de múltiples secuencias apiladas de ruedas hidráulicas de paso inverso estaba muy extendido en las minas romanas, especialmente en España y Gales. Es posible que los molinos de Barbegal también se hayan utilizado para aserrar madera y piedra cuando no molían trigo. El aserradero de Hierápolis del siglo III d. C. muestra una sierra de marco activada por manivela que se utiliza de esta manera, y se ha excavado otra en Éfeso.

## Visitando el sitio
Los visitantes de Barbegal pueden estacionar donde una carretera secundaria (Route de L'Aqueduc) cruza los restos masivos del acueducto original y, con olivares a ambos lados, caminar hacia el sur unos 250 metros a lo largo de los restos del acueducto y a través de los tres metros profunda hendidura excavada en la roca que emerge en la parte superior del complejo del molino. El sitio está señalizado como "acueducto romano" en lugar de como un molino. El Museo de la Antigüedad de Arles tiene un modelo reconstruido informativo del molino. Actualmente, el sitio está cubierto de maleza y se necesita cuidado para explorar las ruinas.[cita requerida]

## Influencia
El historiador de la ciencia inglés James Burke examina la tecnología de los molinos de agua romanos, como el acueducto y el molino de Barbegal, y concluye que influyó en los cistercienses y su energía hidráulica, que a su vez influyó en la Revolución Industrial, en la cuarta de sus diez partes Conexiones, llamada " La fe en los números".